# Renate Stecher
Renate Stecher, nata Renate Meißner (Süptitz, 12 maggio 1950), è un'ex velocista tedesca, campionessa olimpica dei 100 e 200 metri a Monaco di Baviera 1972.

## Biografia
Debutta a livello internazionale ai Campionati europei del 1969, svoltisi ad Atene, vincendo una medaglia d'argento nei 200 metri, dietro alla connazionale Petra Vogt, ed un oro con la staffetta 4×100 metri.
Nel 1970 sposa l'ostacolista Gerd Stecher, iniziando a gareggiare come Renate Stecher. Agli Europei successivi, nel 1971, si consacra definitivamente a livello continentale conquistando due ori nelle gare di velocità; vince nei 100 m in 11"4 e nei 200 m in 22"7. A queste due vittorie, va ad aggiungersi l'argento con la staffetta 4×100 metri, in una gara vinta dalla selezione della Germania Ovest.
Alle Olimpiadi del 1972 ripete i risultati degli europei dell'anno precedente, vincendo i titoli sia dei 100 che dei 200 metri e classificandosi seconda con la staffetta 4×100 metri. Nelle gare individuali stabilisce anche i nuovi record mondiali, rispettivamente di 11"07 sui 100 m e di 22"40 sui 200 metri. L'anno seguente diventa la prima donna ad infrangere il muro degli 11 secondi sui 100 metri piani, percorrendo la distanza in 10"9 manuale il 7 giugno a Ostrava.
A Roma nel 1974 partecipa per la terza volta in carriera ai Campionati europei. Anche in questa occasione non manca il podio, vincendo l'argento su 100 e 200 metri e riconquistando con la staffetta 4x100, ad otto anni dal precedente successo, l'oro continentale di specialità.
Alle Olimpiadi del 1976 di Montréal compete nuovamente in tre gare di velocità, vincendo ancora una volta tre medaglie. Nei 100 m è argento con il tempo di 11"13, dietro ad Annegret Richter e nei 200 m si classifica terza in una gara che ha visto ben 5 atlete tedesche nelle prime 5 posizioni. Con la staffetta 4×100 metri conquista il primo oro olimpico di specialità, proprio davanti alle rivali della Germania Ovest, stabilendo anche il record olimpico in 42"55.

## Palmarès
| Anno | Manifestazione  | Sede     | Evento      | Risultato | Prestazione | Note            |
| ---- | --------------- | -------- | ----------- | --------- | ----------- | --------------- |
| 1969 | Europei         | Atene    | 200 metri   | Argento   | 23"3        |                 |
| 1969 | Europei         | Atene    | 4×100 metri | Oro       | 43"63       |                 |
| 1970 | Europei indoor  | Vienna   | 60 metri    | Oro       | 7"4         |                 |
| 1971 | Europei indoor  | Sofia    | 60 metri    | Oro       | 7"3         |                 |
| 1971 | Europei         | Helsinki | 100 metri   | Oro       | 11"4        |                 |
| 1971 | Europei         | Helsinki | 200 metri   | Oro       | 22"7        |                 |
| 1971 | Europei         | Helsinki | 4×100 metri | Argento   | 43"6        |                 |
| 1972 | Europei indoor  | Grenoble | 50 metri    | Oro       | 6"25        |                 |
| 1972 | Giochi olimpici | Monaco   | 100 metri   | Oro       | 11"07       | Record mondiale |
| 1972 | Giochi olimpici | Monaco   | 200 metri   | Oro       | 22"40       | Record mondiale |
| 1972 | Giochi olimpici | Monaco   | 4×100 metri | Argento   | 42"95       |                 |
| 1974 | Europei indoor  | Göteborg | 60 metri    | Oro       | 7"16        |                 |
| 1974 | Europei         | Roma     | 100 metri   | Argento   | 11"23       |                 |
| 1974 | Europei         | Roma     | 200 metri   | Argento   | 22"68       |                 |
| 1974 | Europei         | Roma     | 4×100 metri | Oro       | 42"51       | Record mondiale |
| 1976 | Giochi olimpici | Montréal | 100 metri   | Argento   | 11"13       |                 |
| 1976 | Giochi olimpici | Montréal | 200 metri   | Bronzo    | 22"47       |                 |
| 1976 | Giochi olimpici | Montréal | 4×100 metri | Oro       | 42"55       | Record olimpico |

## Altre competizioni internazionali
1970
- Coppa Europa di atletica leggera ( Budapest)

1973
- Coppa Europa di atletica leggera ( Edimburgo)

1975
- Coppa Europa di atletica leggera ( Nizza)